# One Piece Bounty Rush
One Piece Bounty Rush — мобильная гача игра от компании разработчиков «Bandai Namco». За основу игры была взята тематика известного аниме: One Piece. В игре игрокам придется выбивать интересных персонажей и участвовать в командных боях 5 на 5, цель которой-захват флагов. Основной геймплей игры: захват 5-ти нейтральных флагов или же удержание хотя бы 3 флагов до конца таймера матча. В игре так же есть присутствует Challenge Battle, где игроки могут поучаствовать в такие режимы как: Treasure Rush, Boss Battle, Serious challenge (fixed character level), 2 vs 2 fight with 5 characters for 1 